# Cryptocorynenfäule
Cryptocorynenfäule, auch Wasserkelchfäule genannt, ist eine Reaktion von Pflanzen, die bei der Gattung der zu den Aronstabgewächsen zählenden Wasserkelchen auftritt. Dabei zerfallen sehr rasch und plötzlich die Blätter.
Lange Zeit war man davon überzeugt, dass hier eine Erkrankung vorliegt. Mittlerweile weiß man, dass es sich hierbei um eine Reaktion der Pflanzen auf veränderte Umweltbedingungen handelt. Sie bewirkt eine physiologische Störung der Pflanze, die zum Blattverfall führt. Diese Eigenschaft macht die Kultivierung von Wasserkelchen in der Aquaristik mitunter etwas schwierig. So ist zum Beispiel der Teilwasserwechsel in regelmäßigen Abständen durchzuführen und die Pflanzen nur in geringem Maße, dafür aber gleichmäßig zu düngen.